# オーケストラーリ
『オーケストラーリ』（Orchestralli）は、スチュワート・コープランドが2004年に発表したライヴ・アルバムである。

## 解説
イタリアでのコンサートの模様を収録。映画『ランブルフィッシュ』（1983年）の挿入曲、テレビドラマ『ザ・シークレット・ハンター』（1985年）のテーマ曲、イギリスの打楽器四重奏団であるアンサンブル・バッシュ（Ensemble Bash）に提供した曲などが取り上げられた。
コンサートとリハーサルの模様、インタビューを収録したDVDが添付された。

## 収録曲
全曲Stewart Copeland作。
| #         | タイトル                                                          | 作詞      | 作曲・編曲 | 付記                                                              | 時間 |
| --------- | ----------------------------------------------------------------- | --------- | ---------- | ----------------------------------------------------------------- | ---- |
| 1.        | 「イヴ Eve」                                                      |           |            |                                                                   | 7:50 |
| 2.        | 「スターリンズ・サルタリー・セレナーデ Stalin's Sultry Serenade」 |           |            | シアトル・シンフォニー（1993年）                                  | 6:50 |
| 3.        | 「バーズ・オブ・プレイ Birds Of Pray」                            |           |            | オクラホマ・バレー『プレイ』（1994年、1999年）                    | 3:40 |
| 4.        | 「グレイス Grace」                                                |           |            |                                                                   | 8:30 |
| 5.        | 「ザ・ジーン・プール The Gene Pool」                              |           |            | アンサンブル・バッシュ、アルバム『Launch』（1996年）              | 5:00 |
| 6.        | 「アワ・マザー・イズ・アライヴ Our Mother Is Alive」              |           |            | 『ランブル・フィッシュ (オリジナル・サウンドトラック)』（1983年） | 4:20 |
| 7.        | 「バブーン・トライブ Baboon Tribe」                               |           |            | 『プレイ』                                                        | 8:20 |
| 8.        | 「イコライザー Equalizer」                                        |           |            | CBS『ザ・シークレット・ハンター』（1985年）                       | 3:20 |
| 合計時間: | 合計時間:                                                         | 合計時間: | 47:50      |                                                                   |      |

## 参加ミュージシャン
- スチュワート・コープランド　Stewart Copeland – ドラムス
- Robert Ziegler – 指揮者
- Amedeo Bianchi – サクソフォーン midi
- Judd Miller[3] – ewi、ストレンジ・ホーン midi
- Ensemble Bash[3] – パーカッション

Andrew Maritin　Christopher Brannk　Joby Burgess　Stephen Hiscock
- Orchestra Ueca (United European Culture Association)

Mirela Lico – 第一ヴァイオリン　
Margheria Graczich – 第二ヴァイオリン　
Euginia Biancamaria Buzzetti – ヴィオラ　
Annamaria Bernadette Cristian – チェロ　
Michele Santi – トランペット　
Giuseppe Manenti – トロンボーン　
Sabio Allegrini – フレンチ・ホルン　
Giorgio Guindani – ソプラノ・サクソフォーン、フルート　
Valerio Beffa – アルト・サクソフォーン、フルート　
Roberto Romano – テノール・サクソフォーン、クラリネット　
Raffaele Bertolini – ベース・クラリネット、クラリネット　
Alfredo Caprotti – バリトン・サクソフォーン　
Massimo Scoca – ベース　
Alessandro Caria – ピアノ